# Krekemeersen
Krekemeeren is een natuur- en recreatiegebied nabij de West-Vlaamse plaats Kortemark, gelegen nabij de Lichterveldestraat.
Het gemeentelijk domein is gelegen rond enkele waterbergingsvijvers welke zijn gegraven om de wateroverlast in de dorpskom tegen te gaan. Op deze plaats komen de Kasteelbeek, de Grijsperrebeek en de Spanjaardbeek bij elkaar. In de vijvers bevindt zich betrekkelijk zuiver water. Er werden wandelpaden aangelegd en er zijn enkele voorzieningen zoals een trimbaan, picknickplaatsen en een openbare barbecue-inrichting.